# Unitás

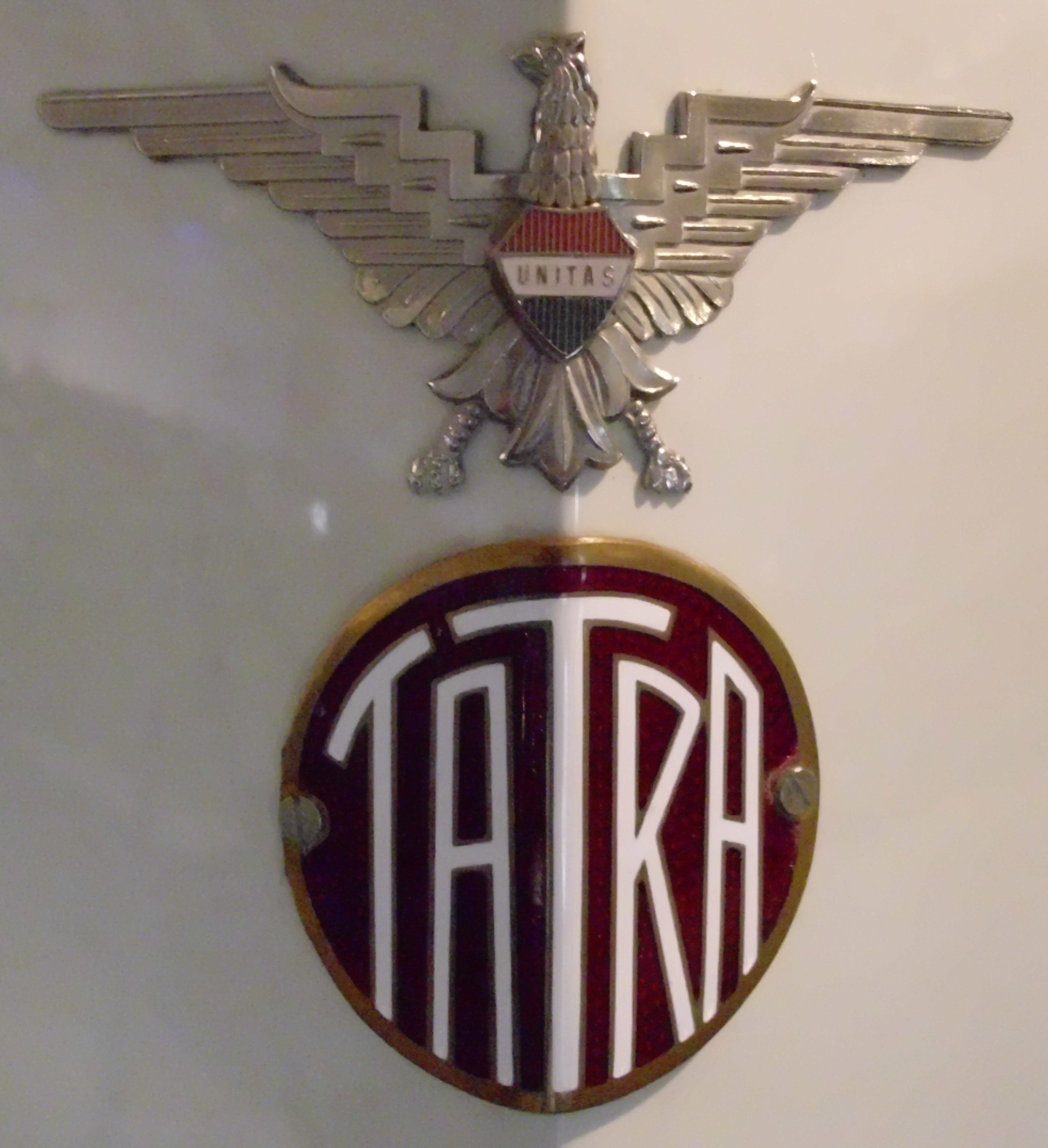
Az Unitás-Tatra emblémája

Az Unitás Automobil Ipari és Kereskedelmi RT. 1920 és 1948 között működő járműgyár volt Budapesten.
Zápolya utcai telephelyük eredetileg az első világháborúban létesített katonai autójavító műhely. A cég vezető tervezője Fellner Simon volt, aki korábban a Romfell páncélautót tervezte. Az ő irányításával szereltek össze a cégnél cseh Tatra autókat. A német DKW mintájára készítettek segédmotoros kerékpárokat.
Saját prototípusokat is készítettek, így 1921-ben megpróbálkoztak Frefri néven; majd 1928 és 1931 között,  Uher Ödön gépészmérnök tervei alapján. Ez utóbbit Unitás-Uher néven említik, a kisautónak 1 l-es, felülvezérelt (OHC) motorja volt. Szériagyártásra nem került sor.